# Gambrus apicatus
Gambrus apicatus är en stekelart som först beskrevs av Léon Abel Provancher 1874.  Gambrus apicatus ingår i släktet Gambrus och familjen brokparasitsteklar. Inga underarter finns listade i Catalogue of Life.